# Thecla hostis
Thecla hostis är en fjärilsart som beskrevs av William Schaus 1902. Thecla hostis ingår i släktet Thecla och familjen juvelvingar. Inga underarter finns listade i Catalogue of Life.